# فورچی سیولو
فورچی سیولو (به ایتالیایی: Furci Siculo) یک کومونه در ایتالیا است که در استان مسینا واقع شده‌است.

## خصوصیات
فورچی سیولو ۱۷٫۹ کیلومترمربع مساحت و ۳٬۳۸۲ نفر جمعیت دارد و ۹ متر بالاتر از سطح دریا واقع شده‌است.